# 薩莫科夫市鎮

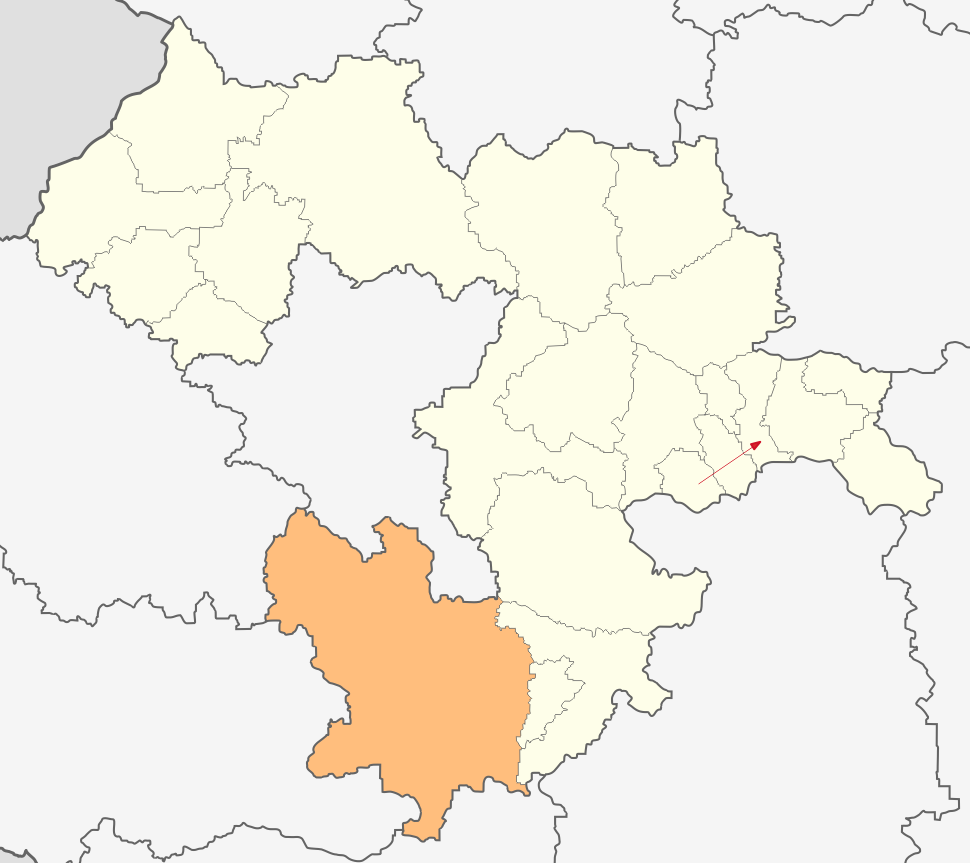

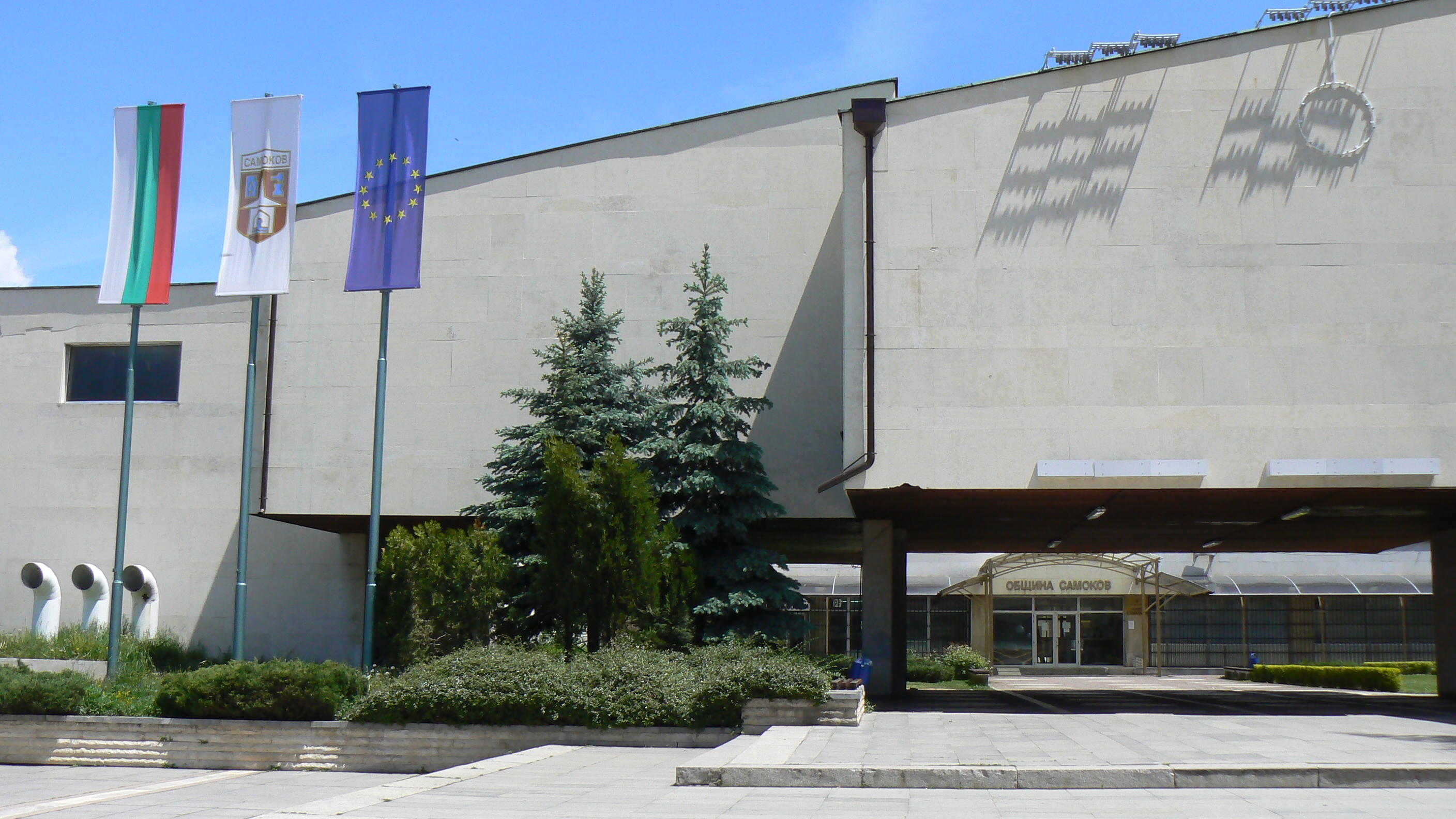

薩莫科夫市鎮，是保加利亞西部索菲亞州的市鎮，行政中心为薩莫科夫，面積1,209.86平方公里，2011年人口38,089，人口密度每平方公里31.48人。